# Camponotus innexus
Camponotus innexus é uma espécie de inseto do gênero Camponotus, pertencente à família Formicidae.